# توم غارلاند
توم غارلاند (بالإنجليزية: Tom Garland)‏ هو نقابي أسترالي، ولد في 1 يونيو 1893، وتوفي في 14 فبراير 1952.